# Lepanthes ophelma
Lepanthes ophelma är en orkidéart som beskrevs av Carlyle August Luer och Rodrigo Escobar. Lepanthes ophelma ingår i släktet Lepanthes och familjen orkidéer. Inga underarter finns listade i Catalogue of Life.

## Bildgalleri

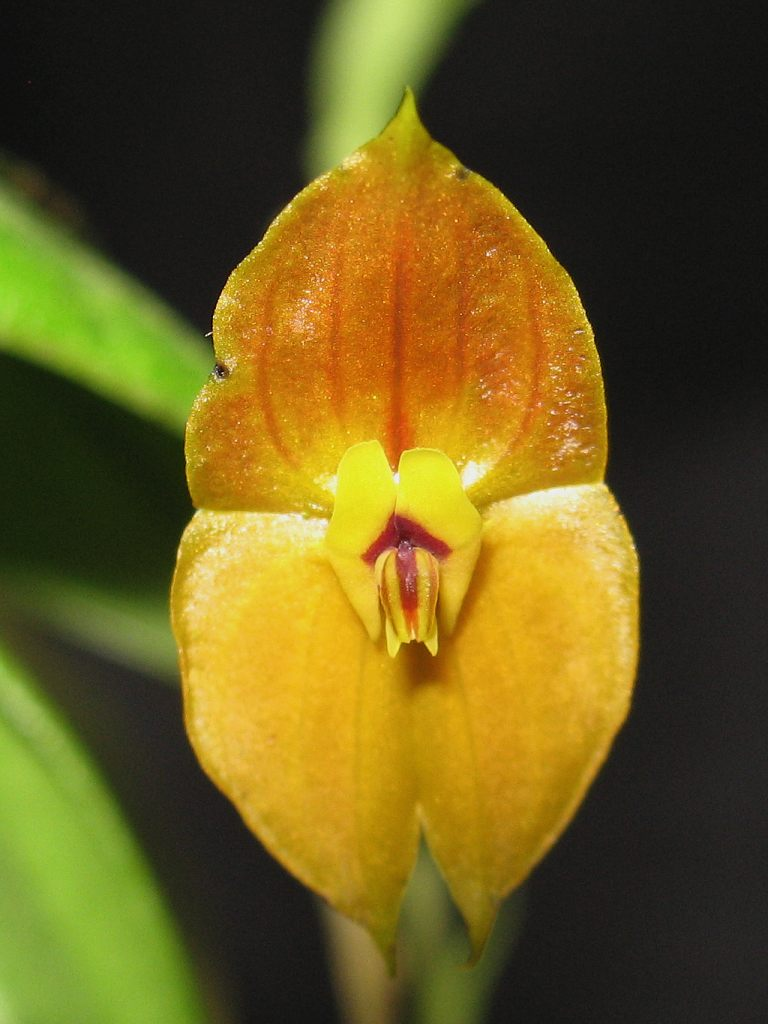